# أ. بي يونغر
أ. بي يونغر (بالإنجليزية: A. P. Younger)‏ هو كاتب سيناريو أمريكي، ولد في 25 سبتمبر 1890 في ساكرامنتو في الولايات المتحدة، وتوفي في 29 نوفمبر 1931 في هوليوود في الولايات المتحدة.

## وصلات خارجية
- أ. بي يونغر على موقع IMDb (الإنجليزية)
- أ. بي يونغر على موقع قاعدة بيانات الفيلم (الإنجليزية)
- أ. بي يونغر على موقع كينوبويسك (الروسية)